# Mycalesis adustata
Mycalesis adustata är en fjärilsart som beskrevs av Hans Fruhstorfer 1906. Mycalesis adustata ingår i släktet Mycalesis och familjen praktfjärilar. Inga underarter finns listade i Catalogue of Life.